# Эмакимоно
Эмакимоно (яп. 絵巻物) — горизонтальный свиток из бумаги или шёлка, наклеенный на основу, обрамленную парчовой каймой, с двумя деревянными валиками на концах. Такие свитки представляли собой иллюстрации к романам, повестям, буддийским сутрам, изображения обычно сочетались с текстом. Они были популярны в Японии в период с XI по XVI век.

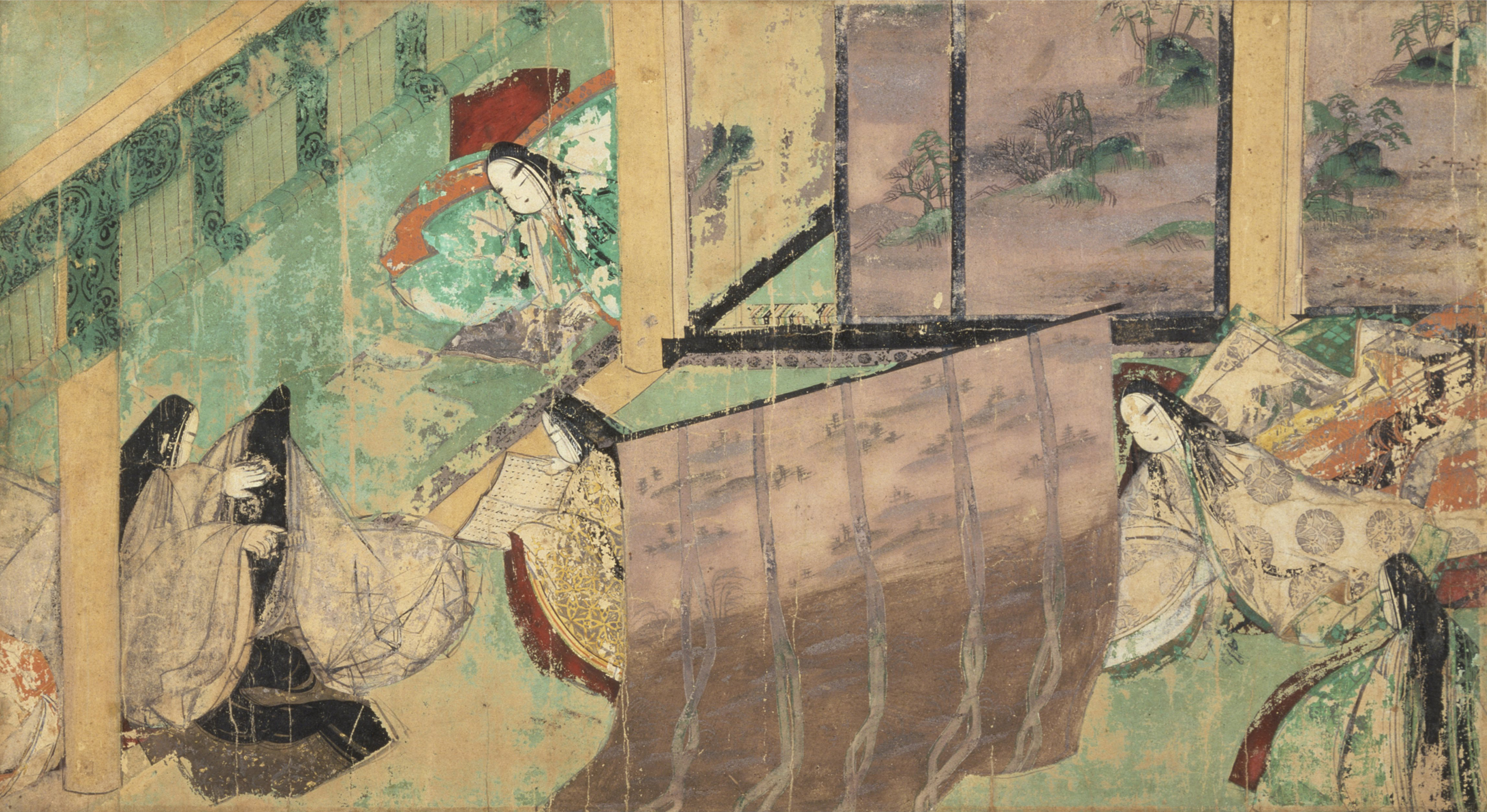
«Повесть о Гэндзи», фрагмент

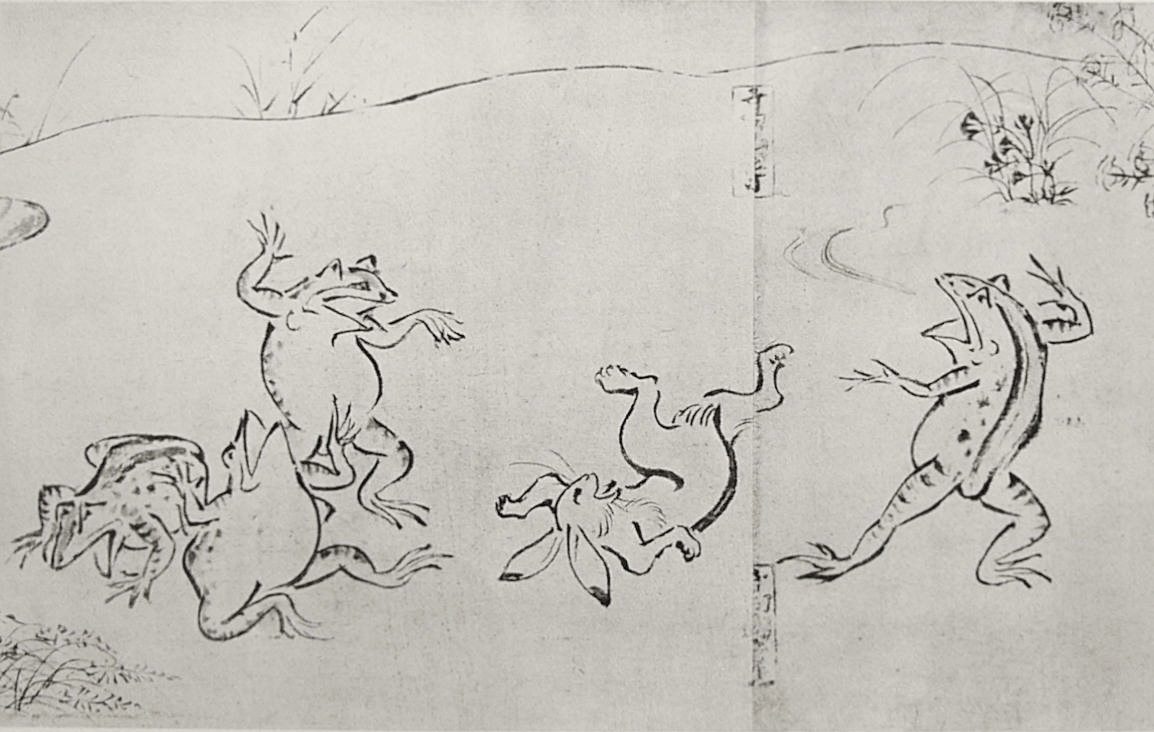
Животные занимаются борьбой сумо на первом свитке «Тёдзюгига»

Ширина свитка составляла в среднем около 30 см, длина могла достигать 9—12 метров. Длинные истории записывались на нескольких свитках. Свитки хранились в свёрнутом состоянии, перевязанные шёлковым шнуром. Читали свиток справа налево, постепенно перематывая его и разворачивая так, чтобы удобно было держать руками. После прочтения его следовало перемотать к началу.
Наиболее известным эмакимоно является «Гэндзи-моногатари эмаки» — иллюстрированная история «Повести о Гэндзи» начала XII века. Он состоял из 20 свитков, длина которых в сумме составляла 137 метров, включая более 100 изображений и свыше 300 листов каллиграфии. До наших дней дошли только фрагменты, около 15 процентов первоначального произведения. Свитки «Гэндзи-моногатари эмаки» приписывают художнику Фудзивара но Такаёси.
Эмакимоно «Тёдзюгига» — «Весёлые картинки из жизни животных» — необычен в своём роде: он не содержит текста, только изображения. Эти свитки датируются XII и XIV веками.